# Melanie Fiona
Melanie Fiona Hallim, född 4 juli 1983, i Toronto i Ontario i Kanada, är en kanadensisk sångare och låtskrivare från Toronto, Ontario. Hon föddes av guyanska föräldrar (blandat med svarta, indisk, och portugisiska etnicitet) och växte upp i centrala Toronto. Hon växte upp i ett hem fyllt av musik och sång, och hon har sagt att musiken alltid var hennes passion. Hennes far var gitarrist i ett band och lät henne sitta vid scenen då han övade då hon var yngre, och hennes mor spelade musik hemma; allt från The Ronettes till Whitney Houston.
Hallim är dotter och andra barnet till guyanska föräldrar, som migrerade till Kanada vid slutet av 1970-talet. Hennes far var vaktmästare innan han började arbeta med finanser, och hennes mor arbetade på en bank. Fiona började skriva låtar i 16-årsåldern.

## Diskografi

### Studioalbum
| Årtal | Albumdetaljer                                                                                   | Topplaceringar  | Topplaceringar  | Topplaceringar  | Topplaceringar  | Topplaceringar  |
| Årtal | Albumdetaljer                                                                                   | Kanada          | USA             | Tyskland        | Schweiz         | Storbritannien  |
| ----- | ----------------------------------------------------------------------------------------------- | --------------- | --------------- | --------------- | --------------- | --------------- |
| 2009  | The Bridge - första studioalbumet - Släpptdatum: 26 juni 2009 - Skivmärke: SRC/Universal Motown | 25              | 27              | 35              | 3               | 98              |
| 2011  | The MF Life' - Andra studioalbumet - Släppdatum: Meddelas senare - Label: SRC/Universal Motown  | Meddelas senare | Meddelas senare | Meddelas senare | Meddelas senare | Meddelas senare |

### Singlar
| Årtal | Låt                   | Topplacering | Topplacering | Topplacering | Topplacering | Topplacering | Topplacering | Topplacering   | Album      |
| Årtal | Låt                   | Kanada       | USA          | Österrike    | Tyskland     | Italien      | Schweiz      | Storbritannien | Album      |
| ----- | --------------------- | ------------ | ------------ | ------------ | ------------ | ------------ | ------------ | -------------- | ---------- |
| 2009  | "Sad Songs"[A]        | —            | —            | —            | —            | —            | —            | —              | The Bridge |
| 2009  | "Give It to Me Right" | 20           | —            | 54           | 31           | 9            | 5            | 41             | The Bridge |
| 2009  | "It Kills Me"         | —            | 43           | —            | —            | —            | —            | —              | The Bridge |
| 2009  | "Monday Morning"      | —            | —            | 3            | 46           | —            | 1            | —              | The Bridge |
| 2009  | "Bang Bang"           | —            | —            | —            | —            | —            | —            | —              | The Bridge |
| 2010  | "Ay Yo"               | —            | —            | —            | —            | —            | 62           | —              | The Bridge |
| 2010  | "Priceless"           | —            | —            | —            | —            | —            | —            | —              | The Bridge |

Noterbart
- A ^  "Sad Songs" släpptes bara som digital EP i Storbritannien före "Give It To Me Right". Denna tre-spåriga EP innehöll också reggae-inspirerade låtarna "Somebody Come Get Me" and "Island Boy", båda producerade av Supa Dups. [9]

### Fotnoter
1. 1 2 3  Farber, Jim (21 mars 2010). ”Canadian soul singer Melanie Fiona travels in time between where music has been and where it's going”. New York Daily News. sid. 1–2. Arkiverad från originalet den 7 juli 2012. https://www.webcitation.org/68y5TrpjZ?url=http://articles.nydailynews.com/2010-03-21/entertainment/27059572_1_new-music-artist-grammy. Läst 18 april 2010.
2. ↑  Chisling, Matthew. ”Melanie Fiona > Biography”. Allmusic. http://www.allmusic.com/artist/melanie-fiona-p1114906. Läst 18 april 2010.
3. ↑  Melanie Fiona: Priceless RapIndustry.com. Läst 2 januari 2010.
4. ↑  Burch, Audra D.S. (18 mars 2010). ”Making music in Miami Gardens”. The Miami Herald. The McClatchy Company. http://www.miamiherald.com/2010/03/18/1535007/making-music.html. Läst 18 april 2010.
5. ↑  Mahn, Jessica (19 juli 2009). ”Interview: Melanie Fiona”. Fanbolt. sid. 1–2. Arkiverad från originalet den 7 juli 2012. https://www.webcitation.org/68y5V6noO?url=http://www.fanbolt.com/headline/7212/Interview:_Melanie_Fiona. Läst 18 april 2010.
6. ↑  Youtube
7. ↑  GER, BUL, CAN, US and UK  chart performances
8. ↑  AUT, CH and IT chart performances
9. ↑  ”Sad Songs: Melanie Fiona: Amazon.co.uk: MP3 Downloads”. Amazon.co.uk. http://www.amazon.co.uk/Sad-Songs/dp/B0026XX114/ref=sr_1_3?ie=UTF8&s=dmusic&qid=1279714527&sr=1-3. Läst 21 juli 2010.